# ジェラールとジャック
『ジェラールとジャック』はよしながふみによる日本の漫画作品。18世紀末のフランス・パリを舞台に、ジェラールとジャックの2人、あるいはどちらか1人を主人公にしたシリーズ作品が1998年から2001年にかけて『BE・BOY GOLD』（ビブロス）に掲載された。
単行本は2000〜2001年にビブロスより発売されたが、同社の倒産をもって絶版。その後リブレ出版（当時）より2007年に新装版として再刊行された。また2004年には白泉社より文庫版が発売されたほか、2008年にはドラマCD化されている。

## 登場人物
※「声」はドラマCDのキャスト
ジェラール・アングラード
声 - 森川智之
人気小説家。学生の時にナタリーと出会い結婚した。顔に負った大きな傷のために隻眼になっている。
ジャック・フィリップ・ド・サンジャック
声 -遊佐浩二
第12代サンジャック伯爵。亡き父の作った借金のかたに男娼館に売られ、そののちにジェラールの屋敷の下男となる。
ナタリー
声 - 勝生真沙子
貴族ながら平民のジェラールと結婚。夫との関係が破綻したあとの行方はわからなくなっている。
ラウル・ド・アマルリック
声 - 井上和彦
アマルリック子爵。妻帯者だがナタリーの愛人で、ジェラールとも関係を持つ。
ジャックの父
第11代サンジャック伯爵。妻子を深く愛していたが、あることが原因で賭博にのめり込むようになる。
ジャックの母
サンジャック伯爵夫人。夫亡きあとブラヤック侯爵と再婚する。
ポール
声 - 檜山修之
ジェラールに仕える執事兼秘書。
シャルロット
声 - よのひかり
ジェラールに仕える料理人。
ピエール
声 - 竹田雅則
かつてはサンジャック伯爵家に仕え、その後ブラヤック侯爵家に仕える使用人。
ミッシェル
声 - 山口勝平
男娼館の二番人気の男娼。
ピレル
ジェラールの本を発行する出版社を営む。
ジャンヌ
声 - 高橋まゆこ
ナタリーの娘。
ジュディット
声 - 高口幸子　
ナタリーの小間使い。

## 収録作品

### 『ジェラールとジャック1』
『ジェラールとジャック』BE・BOY GOLD 1998年8月号掲載
ある夜、馴染みの男娼館を訪れたジェラールは、貴族でありながら男娼に身を落とした少年ジャックの初めての客となる。事後、ジェラールはジャックの借金を肩代わりし自由の身にするが、体を売る以外に一銭も稼げない自分を思い知らされたジャックは、下男として働こうとある金持ちの家に押しかける。そこは偶然にもジェラールの屋敷だった。
『これは私だけの焼き菓子』同 1999年2月号掲載
ジャックはジェラールの屋敷で必死に働くが、半人前の自分に負い目を感じ始める。せめてもとジェラールに体を差し出そうとしても「男娼を雇ったわけではない」と突っぱねられる。だがジェラールのさりげない励ましもあり、ジャックは徐々に仕事への自信を身につけていく。
『召使いの夜の愉しみ』同 1999年4月号掲載
書斎でルソーの著書を見つけたジャックは熱心に読み漁る。ジェラールは屋敷にたびたび男娼を呼びお楽しみに耽る。
『ジェラールの横顔』同 1999年6月号掲載
ジェラールの屋敷に来て3年が経ち、ジャックは秘書の仕事もこなすようになっていた。ある日男娼館にいるジェラールに急ぎの手紙を届けに行くと、客と間違われてしまう。男娼からはなんとか逃れたものの、刺激され昂った体をジェラールに鎮められる。ジャックが持ってきた手紙は、ナタリーが2年前に亡くなっていたことを伝えるものだった。
『その高貴なる女』同 1999年8、12月号掲載
苦学生のジェラールは、貴族の令嬢ナタリーにひと目で恋に落ちた。何人もの愛人がいる奔放な女性だということも承知の上で口説き落とし結婚する。刺激を求めるナタリーは、愛人ラウルとのベッドにジェラールを引き込むことさえする。ジェラールは執筆した官能小説が大ヒットして一躍大金持ちになる一方で、ナタリーとの仲は徐々に冷えていっていた。しかも結婚してまもない頃に妊娠したナタリーは、それがラウルの子だとわかると死産と偽り、小間使いに金を渡して赤ん坊を密かに放逐していた。貴族としての体面のためだったと言うナタリーにジェラールは激怒し、妻を屋敷から追い出すと子供のもとへと向かう。しかし貧しい暮らしを送っていた子はわずか8歳で亡くなってしまう。
巻末作品 描き下ろし

### 『ジェラールとジャック2』
『愛そうとする子を俺は』BE・BOY GOLD 2000年2月号掲載
ジャックは、ブラヤック侯爵と再婚した母から侯爵の養子として迎えたいと望まれる。しかし、侯爵家で彼の若かりし頃の肖像画を見たジャックは、侯爵と自分の関係に気づき、優しかった父がなぜ自分を男娼館に売るようなまねをしたかもわかってしまった。ジャックは貴族の暮らしに戻るものと思い込んだジェラールは屋敷中の酒を飲みつくして泥酔していたが、帰宅したジャックから事情を聞いて、両親の代わりに自分がお前を愛そうと熱く説いたのち寝落ちする。　
『恋とはどんな…』同 2000年4月号掲載
泥酔していたとはいえジェラールの熱さに触れたジャックは、彼への想いを募らせ情欲を持て余す。ある夜ついに堪え切れなくなり、ジャックはジェラールが眠るベッドに忍び込む。
『この長い夏の夜をⅠ〜Ⅲ』同 2000年6月号、8月号、12月号掲載
昨夜のことは忘れるようにとジャックに告げて外出したジェラールは、偶然ラウルに再会するが、ラウルの屋敷で彼に一服盛られ蹂躙されてしまう。一夜明け、ジェラールを迎えに来たジャックに対し、ラウルは、ジェラールが妻を愛しているのは平民らしい愚かさだと嘲笑うが、ジャックは彼の愛こそが真実の愛だとはねつける。帰宅後、ジャックはジェラールに愛を伝えたものの、ジェラールには小説の締め切りが迫っていて、うやむやのうちにジャックは仕事を手伝わされる。ちょうどその頃フランスでは革命が勃発。さらに共和国政府による恐怖政治の時代に突入する。アングラード家周辺ではほとんど変わらぬ日常のまま5年が過ぎるが、ジェラールの小説の人気はますます高まっていき、ついに公安委員会に目を付けられ新刊の発売が取りやめになってしまう。しかも、投獄されたラウルがギロチンだけは免れようと、ジェラールが貴族と結婚していたことと、ジャックが貴族であることを公安委員会に密告したとわかる。ジェラールとジャックは平民の姉弟に扮し国外への逃亡を図るが、あと少しで国境というところで正体を見破られてしまう。追手が間近に迫るなか、幸福すら感じながらともに死ぬことを覚悟した2人だが、パリでは2人が逃亡していたわずか3日の間にロベスピエールの失脚により情勢が一変していて、追ってきていたのは逮捕命令が取り消されたことをわざわざ伝えに来た国民衛兵たちだった。なぜなら彼らはジェラールの新刊を心待ちにしていたのだ。
『そして朝の光』同 2001年2月号掲載
ジャックと愛を確かめ合い結ばれたジェラールは、その後ナタリーの墓に参る。ポールやシャルロットの待つ屋敷に帰ると、また変わらぬ日常が始まる。

## 書誌情報
- よしながふみ『ジェラールとジャック』ビブロス〈スーパービーボーイコミックス〉、全2巻
  1. 2000年2月発行[5]、ISBN 4-8352-1012-3
  2. 2001年4月発行[6]、ISBN 4-8352-1186-3

文庫
- 『ジェラールとジャック』白泉社〈白泉社文庫〉
  1. 2004年5月発行[7]、ISBN 4-592-88430-2

新装版
- 『ジェラールとジャック』株式会社リブレ〈スーパービーボーイコミックス〉、全2巻
  1. 2007年9月発行[8]、ISBN 978-4-86263-255-5
  2. 2007年9月発行[9]、ISBN 978-4-86263-256-2